# Iredell
Iredell è un centro abitato degli Stati Uniti d'America, situato nella contea di Bosque dello Stato del Texas.

## Geografia fisica
Iredell è situata a 31°59′05″N 97°52′15″W (31.984589, -97.870727).
Secondo lo United States Census Bureau, ha un'area totale di 0,5 miglia quadrate (1,3 km²).

## Società

### Evoluzione demografica
Secondo il censimento del 2000, c'erano 360 persone, 146 nuclei familiari e 104 famiglie residenti nella città. La densità di popolazione era di 783,8 persone per miglio quadrato (302,2/km²). C'erano 162 unità abitative a una densità media di 352,7 per miglio quadrato (136,0/km²). La composizione etnica della città era formata dal 96,94% di bianchi, il 2,50% di altre razze, e lo 0,56% di due o più etnie. Ispanici o latinos di qualunque razza erano il 5,56% della popolazione.
C'erano 146 nuclei familiari di cui il 33,6% aveva figli di età inferiore ai 18 anni, il 60,3% erano coppie sposate conviventi, il 9,6% aveva un capofamiglia femmina senza marito, e il 28,1% erano non-famiglie. Il 27,4% di tutti i nuclei familiari erano individuali e il 15,1% aveva componenti con un'età di 65 anni o più che vivevano da soli. Il numero di componenti medio di un nucleo familiare era di 2,47 e quello di una famiglia era di 2,98.
La popolazione era composta dal 28,3% di persone sotto i 18 anni, il 6,4% di persone dai 18 ai 24 anni, il 26,1% di persone dai 25 ai 44 anni, il 21,1% di persone dai 45 ai 64 anni, e il 18,1% di persone di 65 anni o più. L'età media era di 38 anni. Per ogni 100 femmine c'erano 96,7 maschi. Per ogni 100 femmine dai 18 anni in giù, c'erano 94,0 maschi.
Il reddito medio di un nucleo familiare era di 22.083 dollari, e quello di una famiglia era di 27.917 dollari. I maschi avevano un reddito medio di 34.583 dollari contro i 25.577 dollari delle femmine. Il reddito pro capite era di 12.152 dollari. Circa il 20,4% delle famiglie e il 24,5% della popolazione erano sotto la soglia di povertà, incluso il 40,2% di persone sotto i 18 anni e il 21,2% di persone di 65 anni o più.